# Waco CG-3
Waco CG-3 là một loại tàu lượn quân sự của Hoa Kỳ trong Chiến tranh thế giới II.

## Biến thể
- XCG-3:
- CG-3A:

## Tính năng kỹ chiến thuật
Đặc điểm tổng quát
- Kíp lái: 2
- Sức chứa: 6 lính
- Chiều dài: 13.21 m (43 ft 4 in)
- Sải cánh: 22.28 m (73 ft 1 in)
- Chiều cao:  ()
- Trọng lượng rỗng: 927 kg (2,044 lb)
- Trọng lượng cất cánh tối đa: 1,996 kg (4,400 lb)

 Hiệu suất bay 
- Vận tốc cực đại: 193 km/h (kéo) (104 kts, 120 mph)
- Vận tốc hành trình: 146 km/h (78 kts, 90 mph)
- Vận tốc tắt ngưỡng: 61 km/h (33 kts, 38 mph)

Trang bị vũ khí

none